# Rhododendron zekoense
Rhododendron zekoense là một loài thực vật có hoa trong họ Thạch nam. Loài này được Y.D. Sun & Z.J. Zhao miêu tả khoa học đầu tiên năm 1987.